# Dálnice 65 (Izrael)
Dálnice 65, přesněji spíš silnice 65 (hebrejsky: כביש 65‎, kviš 65) je silniční spojení jen částečně dálničního typu (jen v západním úseku s vícečetnými jízdními pruhy a většinou s úrovňovými křižovatkami) v severním Izraeli.

## Trasa silnice

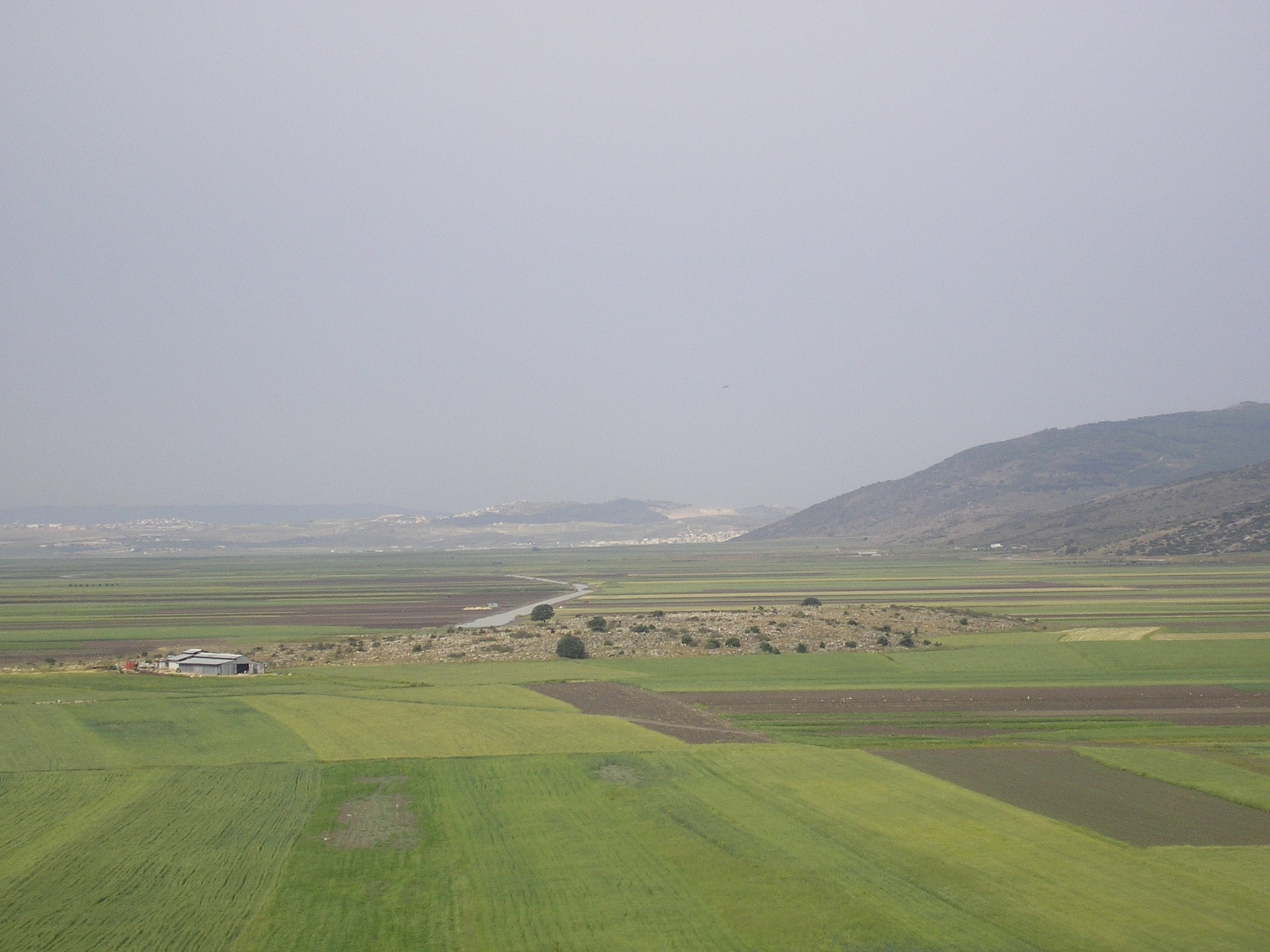
Bejtnetofské údolí při dálnici číslo 65

Začíná poblíž pobřeží Středozemního moře, kde na severním okraji města Chadera odbočuje z pobřežní dálnice číslo 2. Vede pak východním (později severovýchodním) směrem hustě osídlenou a zemědělsky intenzivně využívanou pobřežní nížinou, kde míjí města Chadera nebo Pardes Chana – Karkur. Poblíž vesnice Barkaj opouští pobřežní planinu a vstupuje do údolí Vádí Ara osídleného převážně izraelskými Araby. V tomto úseku bývá proto nazývána též כביש ואדי עארה‎, Kviš Vádí Ara. Silnice se zde postupně šplhá do nadmořské výšky přes 250 metrů a prochází hustě osídleným pásem arabských měst jako Umm al-Fahm nebo Ma'ale Iron. V říjnu 2000 během arabských nepokojů v Izraeli byla silnice po několik dnů blokována a odehrávaly se podél ní protesty. Pak klesá do Jizre'elského údolí, kde prochází městem Afula. Tento údolní úsek do Afuly bývá označován též jako (כביש הסרגל‎,Kviš ha-Sargel). Město Afula má již na západní a severní straně obchvat. Severní úsek obchvatu se buduje. Doprava mezitím vede přes centrum města.
Dál pokračuje silnice nyní již jen jako komunikace s jedním jízdním pruhem v každém směru. Míjí izolované návrší Giv'at ha-More a horu Tábor, za kterou stoupá na planiny Dolní Galileje. Pak míjí po východním okraji údolí Bejt Netofa a pokračuje kopcovitou krajinou Horní Galileje, kde nedaleko vesnice Kadarim ústí do dálnice číslo 85.